# Haarbutt

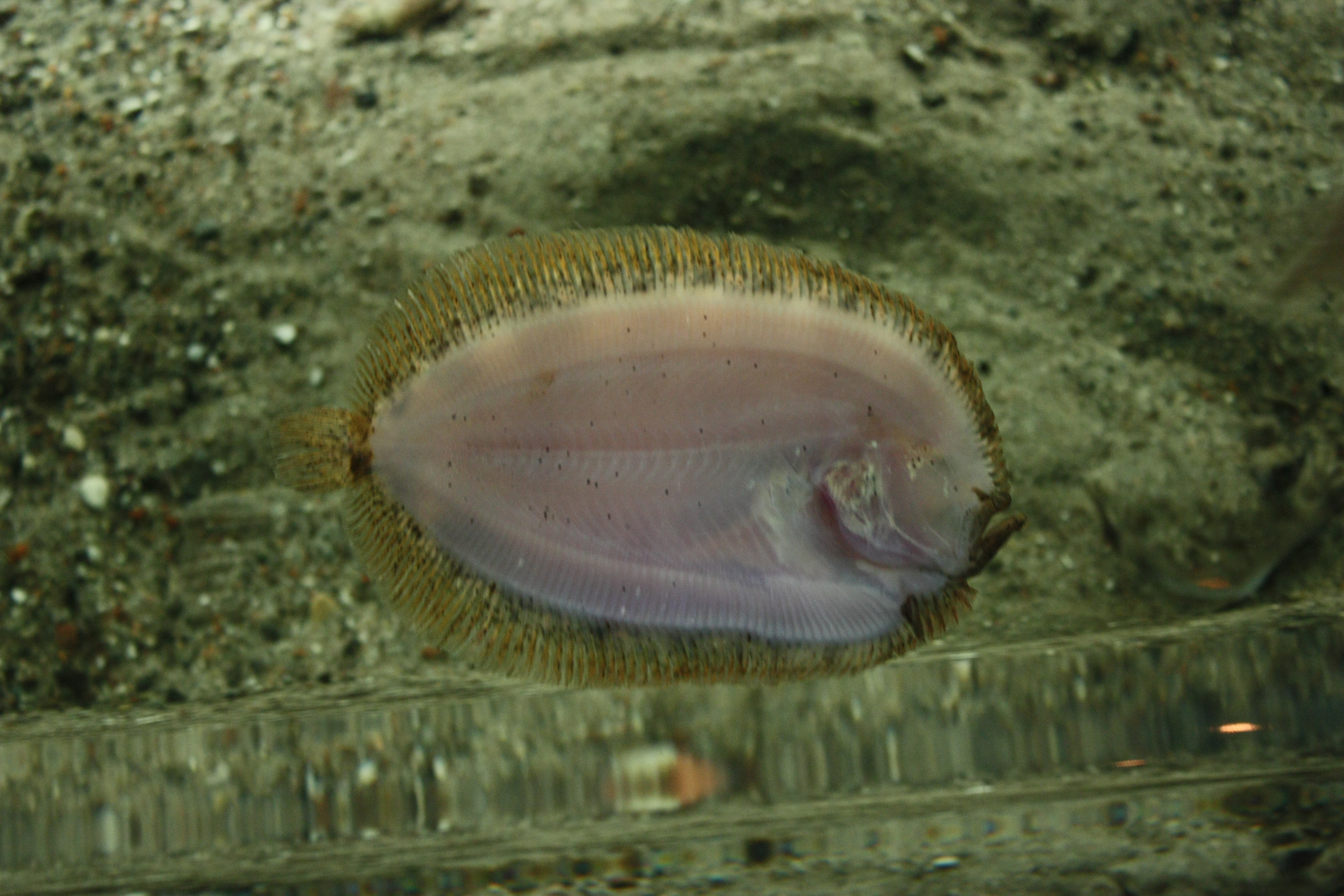
Unterseite

Der Haarbutt (Zeugopterus punctatus) ist ein asymmetrisch gebauter Plattfisch, dessen Augen auf seiner linken Körperflanke liegen. Er ist im gesamten Nordostatlantik von Norwegen bis zur Biskaya anzutreffen. Als Speisefisch spielt er keine Rolle.

## Merkmale
Der Haarbutt ist wie alle Steinbutte seitlich stark abgeflacht und besitzt eine längsovale Form. Dabei erreicht er eine Gesamtlänge von maximal 25 Zentimetern, ist damit also ein relativ kleiner Plattfisch. Seine Augen liegen beide auf der linken Körperflanke, während er (im Regelfall) mit der rechten Seite auf dem Gewässerboden liegt. Die Schuppen der Augenseite besitzen faden- bis borstenförmige Anhänge, wodurch die Oberseite rau ist. Dieser „Behaarung“ verdankt der Fisch seinen Namen. Der Unterkiefer ist spitz zulaufend und die Mundöffnung etwas oberständig.
Die Grundfärbung der Augenseite ist gelbbraun mit dunklen Flecken und kleineren Punkten; außerdem ist häufig eine dunkle Binde über den Augen ausgebildet. Die rechte Körperflanke (Blindseite) ist grau, also nicht so blass wie bei den Plattfischen üblich. Die Bauchflosse und die Afterflosse sind über eine Flossenhaut miteinander verbunden, die Rückenflosse setzt bereits vor den Augen am Kopf an. Sie besitzt 85 bis 102 Flossenstrahlen, die Afterflosse 67 bis 80 und die Brustflossen jeweils 11 bis 20.

## Verbreitung
Der Haarbutt lebt an den Küsten des Atlantischen Ozeans von Norwegen bis zur Biskaya sowie an den Küsten des Mittelmeeres, der Nord- und der westlichen Ostsee. Dabei lebt er vor allem an algen- und tangbewachsenen Fels- und Geröllküsten bis in Tiefen von etwa 40 Metern.

## Lebensweise
Der Haarbutt erbeutet vornehmlich am Boden und am Gestein Krebse und Weichtiere. Er kann sich an den Grund pressen und dabei den Körper anheben, wodurch ein Unterdruck entsteht, der den Fisch am Untergrund festsaugt.
Von Februar bis Juni gibt das Weibchen, der Rogner, seine Eier in das freie Wasser ab. Die symmetrisch gebauten Jungfische leben pelagisch und ernähren sich von Kleinkrebsen des Plankton. Ab einer Länge von drei bis vier Zentimetern kommt es zur Metamorphose, bei der sie ihre Plattfischgestalt erhalten.

## Systematik
Der Haarbutt ist eine von drei Arten der Gattung Zeugopterus innerhalb der Steinbutte (Scophthalmidae).

## Nutzung und Gefährdung
Der Haarbutt hat im Gegensatz zu vielen anderen Arten der Plattfische keine Bedeutung als Speisefisch, wodurch er auch nicht befischt wird. In der Roten Liste der IUCN ist diese Art nicht aufgeführt.

## Belege